# David Pegg
David Pegg (Highfields, 1935. szeptember 20. - München, 1958. február 6.) angol válogatott labdarúgó, a Manchester United egykori játékosa, egyike azoknak, akik a müncheni légikatasztrófában vesztették életüket.

## Sikerei, díjai
Manchester United
- Angol bajnok (2): 1955–56, 1956–57